# Коллекция Чарас
Колле́кция Чарас — собрание в библиотеке центра изучения Юго-Восточной Азии Киотского университета. В собрание входит крупнейший за пределами Таиланда набор «томов кремации», nangsue ngan sop или nangsii anuson ngznsop, книг, создававшихся по случаю кремации знатных тайцев. «Тома кремации» содержат биографию усопшего и историю его семьи, а также тексты различных жанров. «Тома кремации» известных усопших выходят в свет в виде книг или брошюр. Благодаря богатству информации «тома кремации» используются для изучения истории, литературы, этнографии.
Коллекция была подарена библиотеке Киотского университета Чарасом Пикулом, бывшим членом администрации Таиланда. В коллекцию входит 9000 томов, из них 4000 — «тома кремации». Каждый из томов содержит несколько различных текстов; первые четыре части детального описания этих текстов вышли в 2006—2012. 191 книга описанных Кириянант в 2012 году содержат 784 текста и информацию о 226 усопших (количество усопших превышает количество книг, так как несколько усопших могли быть кремированы вместе). Наибольшая группа усопших — члены администрации (80) и королевской семьи (43). Наиболее популярными темами среди 784 текстов являются религия (108) и закон (100); также в коллекции есть тексты о шахматах и консервировании.